# Neodiphthera venusta
Neodiphthera venusta är en fjärilsart som beskrevs av Rothschild och Jordan 1907. Neodiphthera venusta ingår i släktet Neodiphthera och familjen påfågelsspinnare. Inga underarter finns listade i Catalogue of Life.